# Sinkanszen N700-as sorozat

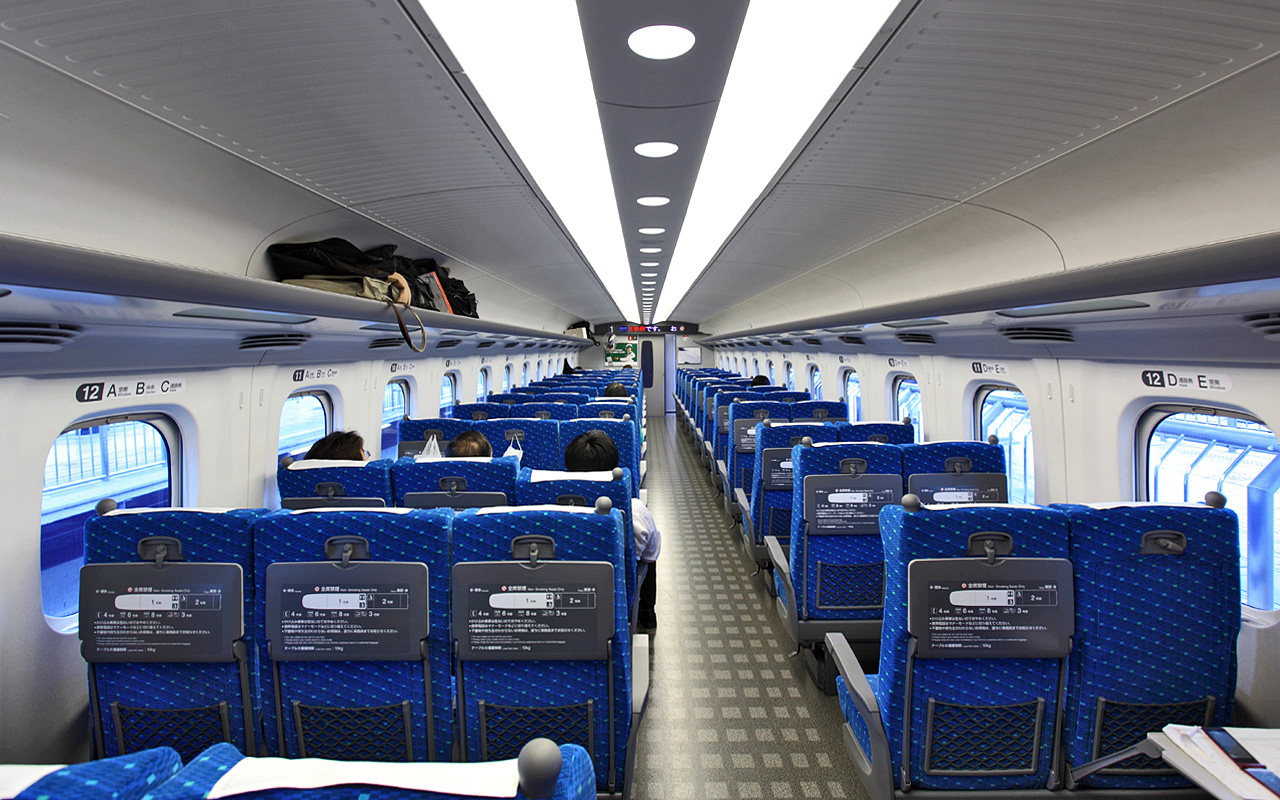
Utastér

A Sinkanszen N700-as sorozat japán nagysebességű billenőszekrényes villamos motorvonat. A járművek telephelye Tokió és Hakata. A Tókaidó Sinkanszen és a Szanjó Sinkanszen vonalakon közlekednek.

## Típusváltozatok

### N700S
Az N700-as Sinkanszen legújabb változata az N700S, ahol az S a Supreme, avagy legfőbb rövidítése. Az N700S fejlesztését a JR Central 2016 júniusában jelentette be. Az N700S a korábbi N700 és N700A változatokon alapul, ám számos technológiai újítást is magába foglal. Az újításokkal a vasúttársaság célja a vonatok biztonságának és megbízhatóságának növelése, valamint a környezetvédelem. Az N700S új fékeinek és ATC biztosítóberendezésének köszönhetően 5%-kal rövidebb távon fog tudni teljesen megállni, mint a korábbi N700A változat. Energiafogyasztása 7%-kal lesz alacsonyabb, mint az N700A változaté a vonat aerodinamikája javításának és szilícium-karbid félvezetők alkalmazásának köszönhetően.
Az első, 16 kocsiból álló tesztszerelvény 2018-ban gurult ki a vasúttársaság hamamacui gyártósoráról. Az N700S a tervek szerint 2020-ban áll majd forgalomba a Tokió és Oszaka közötti Tókaidó Sinkanszen vonalon.